# Wemeltje Kruit

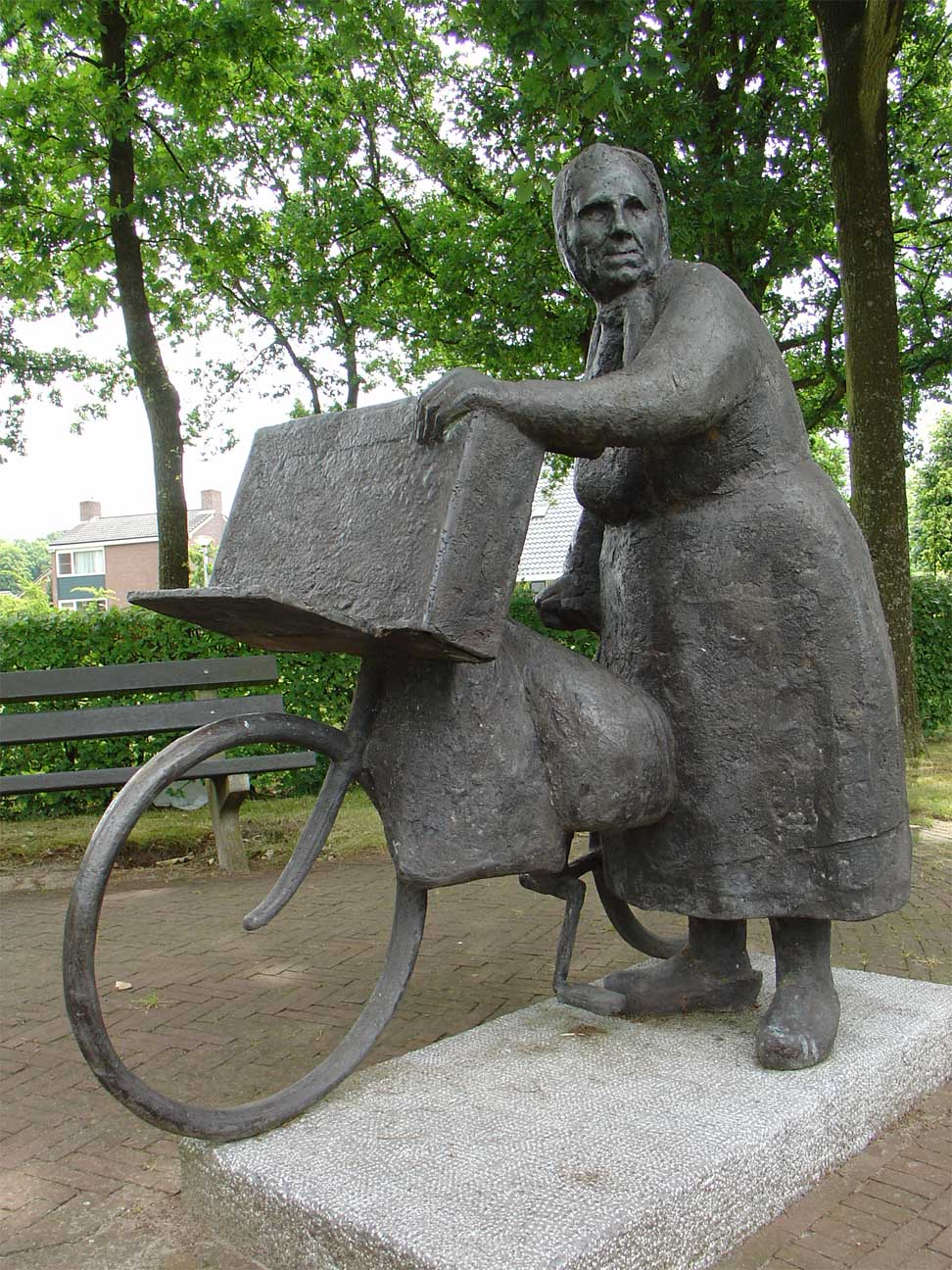
Standbeeld van Wemeltje Kruit (1887-1963) aan de Kerkstraat in Gasselte door Bert Kiewiet

Wemeltje Kruit (Gasselte, 1 september 1887 - Assen, 27 september 1963) was een koopvrouw en een markant dorpsfiguur, die Wemelie werd genoemd, in de Drentse plaats Gasselte.
Wemelie  was een dochter van de arbeider Jan Kruit en van Geesje Smeeman. Zij trouwde op 18 december 1926 te Gasselte met Kornelis Borcheld. Wemelie verdiende de kost door met haar fiets met koopwaar rond te trekken langs de plaatsen in de omgeving van de Hondsrug en huis aan huis haar waar uit te venten. Haar bezoek in een plaats kondigde ze aan door op zondagmorgen in de kerk ter plaatse te gaan zitten, waardoor de bewoners wisten dat zij die week langs zou komen. Zij woonde in een woonwagen op het terrein van de huidige ijsbaan in Gasselte. Later kreeg zij een woninkje bij de inmiddels verdwenen camping de Hoefslag. Na haar overlijden werd de woning als vakantiewoning met de naam Wemeltje verhuurd door de camping. 
Aan de Kerkstraat te Gasselte bevindt zich een standbeeld van Wemelie in karakteristieke houding met haar fiets, gemaakt door Bert Kiewiet. Zij overleed in september 1963 in het ziekenhuis te Assen op 76-jarige leeftijd. Er werd een janhagelkoekje naar haar genoemd, dat in de streek wordt verkocht.
De Drentse dichter Gerard Nijenhuis schreef het gedicht Wemelie Kruut, waarvan dit een fragment is:
Zij die wat vreug, die 'n aanbod dee
van gaoren en band en jarretels
'n centenkraom -
Zij was 't die vrij was
as 'n vogel in zien vlucht.